# Дејан Манчић
Дејан Манчић (Ниш, 21. јун 1975 — Пећ, 4. април 1999) био је војник-резервиста 230. самоходног противавионског пука ПВО Војске Југославије, носилац Ордена за заслуге у области одбране и безбедности првог степена, даровити песник, сликар и једна од многих жртава НАТО бомбардовања СР Југославије.

## Живот и дело
Рођен је у Нишу 21. јуна 1975. где је завршио основну и средњу Економску школу. Био је студент права, али се у слободном времену бавио књижевношћу и фотографијом;
...писао је песме, сликањем се бавио неколико месеци пре погибије, а на уметничким фотографијама овековечио је наше средњовековне манастире и цркве. Његове песме биле су његови опевани снови, а слике - визија онога што ће задесити наш народ и њега самог. Његово стваралаштво до сада је, осим у Нишу, представљено у Београду, Пироту, Краљеву, Новом Саду, Крагујевцу.
Студије му нису биле изговор да одложи и одслужи војни рок, па се тако већ 1996. нашао на редовном одслужењу војног рока. НАТО агресијa на СРЈ 1999 „мотивисала” га је да се као добровољац одазове позиву отаџбине и поново ступи у редове Војске Југославије, у 230. самоходном противавионском пуку ПВО који се те године налазио на ратној локацији на Косову.
На његову и жалост његове породице и пријатеља погинуо је у борби 4. априла 1999, приликом бомбардовања његове батерије на положају Гребник код Пећи. Погинуо је од дејства забрањених касетних бомби.
Постхумно је одликован Орденом за заслуге у области одбране и безбедности првог степена. А његови најбилижи, одлучили су да му се одуже „наставком његов прекинут живот“, из године у годину, преко Фонда „Дејан Манчић” обраћајући се младежи његовог узраста да наставе Дејанове започете стваралачке кораке у књижевности и сликарству јер:
... Дејан је био талентован песник, сликар, бавио се уметничком фотографијом, новинарством, глумом, спортом, а биће запамћен и као херој одбране земље који је за њу положио оно највредније што има човек-свој живот, и оно највредније што има млади уметник-своје животно стваралаштво.

### Издања о Дејану Манчићу
- Без сутра за сутра, Просвета Ниш 2000. (стр.126).[2]
- Дејан Манчић, Новинско-издавачки центар Војска, Београд 2003 (стр.36)
- Посвете Дејану Манчићу, Фонд „Дејан Манчић” 2009 (стр.179)

## Фондација „Дејан Манчић”
Поштујући жељу Дејана Манчића, који је четири године пре трагичног, али херојског окончања живота у Нато агресији на СРЈ, у својој објављеној песми „Моћ речи” наговестио: "...ако човек неког не спомене, никад није ни постојао";...а мајци је једном рекао: „Када заувек одем мајко, волео бих да ме се људи сећају", породица Манчић и град Ниш су 2000. године основали Фондацију „Дејан Манчић” са циљем...да открива и помаже младе ствараоце у области поезије, сликарства, уметничке фотографије и других видова стваралаштва у којима је завидног успеха имао и сам Дејан.